# Ivan III. Duka Vatac
Ivan III. Duka Vatac (grč. Ἰωάννης Δούϰας Bατάτζης, Iōánnēs Doúkas Batátzēs) (Didimoteihon, Trakija, 1193. – Nimfaíon, kraj današnjeg İzmira, 3. studenog 1254.), nicejski car (1222. – 1254.) iz Dinastije Duka, međutim smatra se članom dinastije Laskarisa, jer je na prijestolju naslijedio svog tasta Teodora I. Laskarisa. Bio je jedan od najvećih državnika kratkotrajnog Nicejskog Carstva i jedan od najznačajnijih vladara bizantske povijesti.
Proglašen je svecem Grčke pravoslavne crkve.

## Životopis
Oženio se princezom Irenom Laskaris, kćerkom nicejskog cara Teodora I. kojeg je naslijedio nakon njegove smrti 1222. godine. Zahvaljujući svojoj sposobnosti uspio je za vrijeme svoje vladavine pretvoriti malo carstvo svedeno na provinciju u nadmoćnu silu. Prvo je u bitci kod Pemanena porazio Teodorovu braću koja su mu pokušala oduzeti krunu uz pomoć Latinskog Carstva, čime je zavladao cijelim latinskim posjedom u Maloj Aziji, a Latinima je od maloazijskog područja ostala samo okolica Carigrada i Nikomedije. Potom je osvojio Lezb, Hij, Sam, Ikariju te Rod, člime je učvrstio svoju vlast na kopnu i na moru. Potom je poslao vojsku na europsko područje te je oslobodio Hadrijanopol i Trakiju te mu je bio otovren put za napad na prijestolnicu Latinskog Carstva, Carigrad. Međutim, prema Carigradu se uputio epirski despot Teodor I. Angel (1215. – 1230.) koji je osvojio većinu nekadašnjeg Solunskog Kraljevstva i natjerao cara Ivana III. na povlačenje iz Hadrijanopola.
U međuvremenu je i bugarski car Ivan Asen II. pokušao zadobiti vlast u Carigradu nakon smrti latinskog cara Roberta od Courtenayja 1228. godine nastojeći dogovoriti brak između maloljetnog cara Balduina II. i svoje kćeri Helene. Međutim, tada se umiješao Teodor I. Angel koji je rakinuo savez s bugarskim carem protiv Ivana III. te je napao bugarsku vojsku i bio poražen u bitci kod Klokotnice na rijeci Marici u proljeće 1230. godine, čime je ispao iz igre kao pretendent za vlast nad Carigradom.
Nestanak zapadnogrčke opasnosti omogućio je Latinskom Carstvu odbacivanje ideje o savezu s bugarskim carem, zbog čega se Ivan Asen II. dogovorio s nicejskim carem Ivanom III. i sklopio grčko-bugarski savez protiv Latina. U taj savez se uključio i novi epirski i tesalski vladar Manuel Duka Komnen, brat zarobljenog i osljepljenog Teodora I. Angela, ali njegov utjecaj je bio zanemariv. Godine 1235. potpisan je sporazum o savezu u Galipolju nakon čega je sklopljen brak između careva sina Teodora Laskarisa i kćeri bugarskog cara Helene, koja je nekoć bila obećana Balduinu II.
Godine 1236. nastavljen je grčka-bugarska opsada Carigrada, prethodno prekinuta zbog zime, ali je grad odolijevao napadima zbog podrške mletačke flote, zbog čega se naposljetku raspalo savezništvo i buknuo sukob između Ivana III. i Ivana Asena II. Godine 1241. bugarski je car umro, a uskoro je upadom Mongola započelo slabljenje bugarske moći na Balkanu, što je išlo u korist caru Ivanu III. koji nije više imao nijednog ozbiljnijeg suparnika. Stoga je već 1242. godine krenuo na Solun gdje je vladao Ivan uz pomoć oslobođenog oca Teodora I. Angela, ali ga je upad Mongola u Malu Aziju odvratio od opsade grada pa je sklopio mir i vratio se u pomoć svom carstvu. Ipak, kao posljedica tog napada, tesalski vladar Ivan Angel Komnen Duka odbacio je carski naslov i priznao prevlast nicejskog cara, našto mu je Ivan III. priznao titulu despota.
Provala Mongola znatno je oslabila snagu Trapezuntskog Carstva i Ikonijskog sultanata, što je dodatno ojačalo položaj Nicejskog Carstva kojeg je većinom zaobišla mongolska opasnost. Godine 1246. car Ivan III. ostvario je odlučujući uspjeh protiv oslabljenog Bugarskog Carstva kojem je oduzeo čitav prostor Trakije sve do gornjeg toka rijeke Marice i do Vardara u Makedoniji, a iste godine je srušio i Solunsko Kraljevstvo zauzevši Solun bez otpora, nakon čega je zarobio posljednjeg tesalskog vladara Demetrija, a namjesnikom europskih posjeda imenovao Andronika Paleologa, oca kasnijeg bizantskog cara Mihaela VIII.
Godine 1248. car Ivan III. podvlastio je sebi i Epirsku Despotovinu nakon što je njen vladar Mihael II. priznao prevlast nicejskog cara.